# Bartel Van Riet
Bartel W. H. Van Riet (Grobbendonk, 1982) is een Belgisch natuurwerker, landschapsvormgever en televisiepresentator.

## Biografie
Van Riet studeerde regentaat lo. Hij werkte jaren in het Vlaams bosbeheer. De VRT gaf hem de kans ook 'groene' programma's te maken, voor jongeren en een breder publiek, waarin hij een tussentaal aanhoudt. Intussen werd hij voltijds landschapsarchitect.
Van Riet had een aantal maanden een relatie met Joy Anna Thielemans.

## Televisiewerk
Van Riet maakte in 2010 zijn tv-debuut als presentator van de educatieve realityreeks X-treem, waarin hij voor de openbare jeugdzender Ketnet een demonstratie geeft van survivaltechnieken in het bos, van kamperen, een kampvuur maken, voedsel vergaren en bereiden tot vlotbouw en -varen.
De reeks kreeg een sequel waarin hij met vijf jonge kinderen uitrukt om hen al doende de technieken aan te leren.
In 2011 debuteerde hij in volwassenen-tv op Eén met Groenland, waarin hij praktisch advies gaf inzake tuinieren, kamerplanten en aanverwante activiteiten voor mensen met groene vingers. Het programma liep tot in 2015.
In het najaar van 2012 was hij te zien in het Ketnetprogramma Kamp X-Treem.
In 2012 was Van Riet ook bezig met een programma dat eind 2013 op Eén kwam. De baard van Bartel was een achtdelige avonturenreeks waarin Van Riet op reis ging naar zeven van zijn droombestemmingen, waaronder de ijsfjord van Ilulissat, de Grand Canyon, het biosfeerreservaat van de monarchvlinder, de vulkanen van Kamtsjatka en het Great Barrier Reef.
In 2016 presenteert hij op Discovery Channel De Barak van Bartel, waarin hij op zoek gaat naar opmerkelijke tuinhuizen.
Vanaf 2016 is hij ook presentator bij de zender VIER. Hij presenteert het verbouwprogramma Ons Eerste Huis en in 2017 en 2018 trok hij ook naar de natuur voor het programma Bartel in het wild.
In 2018 presenteerde Van Riet de Vlaamse versie van Expeditie Robinson. In 2020 presenteert hij samen met Geraldine Kemper het televisieprogramma Expeditie Robinson: NL vs BE.

## Wetenswaardigheden
- In 2006 was hij een van de kandidaten in het programma 71° Noord.
- In 2012 was hij een van de BV-tegenspelers van Adriaan Van Hoof in Mijn Kunst Is Top.
- In 2012 was hij een van de BV-tegenspelers van Peter Van Asbroek in Peter vs De Rest.
- In 2017 deed hij mee aan De Slimste Mens ter Wereld.
- In 2022 en 2023 was hij te zien in Huis Gemaakt.